# قطا (جنس)
قطا (الاسم العلمي: Pterocles) ، هو جنس من الطيور ينتمي إلى قطويات (فصيلة: Cuculidae) .

## الأنواع
- قطا عراقي،  P. alchata
- قطا نامكيو، P. namaqua
- قطا كستنائي البطن، P. exustus
- قطا مرقط، P. senegallus
- قطا أسود البطن، P. orientalis
- قطا متوج، P. coronatus
- قطا أصفر الزور، P. gutturalis
- قطا بيورشل، P. burchelli
- قطا مدغشقر، P. personatus
- قطا أسود الوجه، P. decoratus
- قطا مخطط، P. lichtensteinii
- قطا مزدوج الاشرطة، P. bicinctus
- قطا مزركش، P. indicus
- قطا رباعي الأشرطة، P. quadricinctus